# Стелла Сампрас
Стелла Сампрас (англ. Stella Sampras; нар. 9 березня 1969) — колишня американська тенісистка.
Найвищу одиночну позицію світового рейтингу — 248 місце досягла 27 липня, 1992, парну — 142 місце — 9 листопада, 1992 року.
Здобула 2 одиночні та 1 парний титул.
Найвищим досягненням на турнірах Великого шолома було 2 коло в парному розряді.

## Фінали ITF

### Одиночний розряд: 2 (2 перемоги)
| Результат | Ранг | Дата          | Турнір                 | Покриття | Суперниця             | Рахунок  |
| --------- | ---- | ------------- | ---------------------- | -------- | --------------------- | -------- |
| Перемога  | 1.   | 26 січня 1992 | ITF Нью-Браунфелс, США | Тверде   | Енн Стівенсое Кемерон | 6–1, 7–5 |
| Перемога  | 2.   | 19 січня 1992 | ITF Вудлендс, США      | Тверде   | Клер Вегінк           | 6–0, 6–3 |

### Парний розряд: 1 (1–1)
| Результат | Дата           | Турнір            | Покриття | Партнерка     | Суперниці                       | Рахунок  |
| --------- | -------------- | ----------------- | -------- | ------------- | ------------------------------- | -------- |
| Поразка   | 20 серпня 1989 | ITF Чатем, США    | Тверде   | Меймі Сеніза  | Вінченца Прокаччі Кеті Фоксворт | 3–6, 4–6 |
| Перемога  | 12 січня 1992  | ITF Вудлендс, США | Тверде   | Кірстен Дреєр | Дірдре Герман Венді Нелсон      | 6–3, 6–4 |